# Wilhelmine Amalie Wöhler
Wilhelmine Amalie Wöhler, genannt Minna (* 17. April 1841 in Birkenfeld; † 28. Februar 1887 in Bad Soden am Taunus) war eine deutsche Malerin.

## Leben

### Familie
Wilhelmine Amalie Wöhler wurde im Fürstentum Birkenfeld geboren und war das dritte von fünf Kindern des evangelischen Pfarrers Carl Wöhler und dessen Ehefrau Susanne (geb. Pfeiffer). 
Gemeinsam mit ihren drei Schwestern wurde sie in Eutin bei ihrer Tante, der Malerin Dorothea Pfeiffer, erzogen, um ihnen eine gute Schulausbildung an der privaten Höheren Töchterschule zu ermöglichen.
Sie verstarb während eines Kuraufenthaltes in Bad Soden.

### Werdegang
Wilhelmine Amalie Wöhler wurde durch ihre Tante Dorothea Pfeiffer im Zeichnen und Malen ausgebildet und unterwiesen; ihre Tante erhielt ihre Ausbildung in der Eutiner Zeichenschule von Johann Heinrich Wilhelm Tischbein; zusätzlich zu dieser Ausbildung schulte sie sich selbst an den damals noch zahlreich in der Eutiner Verwandtschaft befindlichen Tischbeinbildern.
Als sie ihre Schulausbildung beendet hatte, kehrte sie nach Birkenfeld zurück, hielt sich aber um 1862 erneut in Eutin auf.
Sie arbeitete viele Jahre als Gouvernante in England, aber wegen eines Lungenleidens musste sie ihre Tätigkeit vorzeitig aufgeben. Nach ihrer Rückkehr nach Birkenfeld betätigte sie sich darauf auch als Porzellanmalerin.
Ihr hinterlassenes Werk bestand aus neun Ölgemälden und drei Kreidezeichnungen, die zum größten Teil Kopien sind. Zwei dieser Kopien sind nach Tischbein, das Bild von dessen Sohn Peter und das Bild der zwei liebkosenden Kinder sind erhalten geblieben, allerdings gingen Teile ihrer Bilder zum Ende des Zweiten Weltkriegs 1945 verloren. 
Weil es an Abbildungen der Originale Tischbeins fehlt, hätte man heute ohne Wilhelmine Amalie Wöhlers Kopien keine Vorstellung von diesen Bildern.
Die Kopien der zwei Tischbeinbilder wurden 1982 in der Tischbein-Ausstellung im Kreisheimatmuseum Eutin gezeigt. Seit 2020 sind sie durch eine Schenkung im Besitz des Ostholstein-Museums Eutin.

## Werke (Auswahl)
Die Werke von Wilhelmine Amalie Wöhler, die den Zweiten Weltkrieg überstanden haben, befinden sich in Kieler Privatbesitz.